# Kjell-Erik Eriksson
Kjell-Erik Eriksson, född 29 maj 1971 i Frostvikens församling, Jämtlands län, är en svensk violinist och spelman. 
Han är även frontman i  folkrockbandet Hoven Droven.

## Biografi
Kjell-Erik Erikssons familj flyttade tidigt till Kaxås i Offerdal där han växte upp, och han är numera bosatt på Frösön. Han kommer från en musikalisk familj, och började spela fiol redan som barn. Via de lokala spelmännen i Offerdal fick han lära sig den där ännu levande Lapp-Nils-traditionen, och studerade sedan folkmusik på Malungs folkhögskola.
Han blev så småningom en professionell spelman, som lagt mycket tid åt att bevara det svenska folkmusikarvet. Kjell-Erik Eriksson är bland annat medlem i folk-trion Triakel (med Emma Härdelin och Janne Strömstedt), folkrockbandet Hoven Droven samt folk- och countryinspirerade Eastwick.
Kjell-Erik Eriksson är riksspelman och erhöll den 25 juni 2015 Zornmärket i silver och den 7 augusti 2021 Zornmärket i guld.

## Galleri

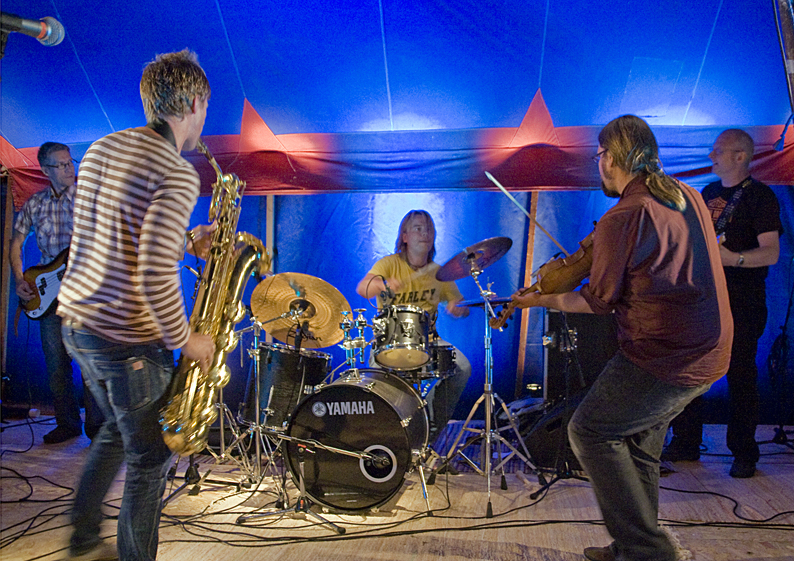
Hoven Droven under Backafestivalen i Skåne 2008.
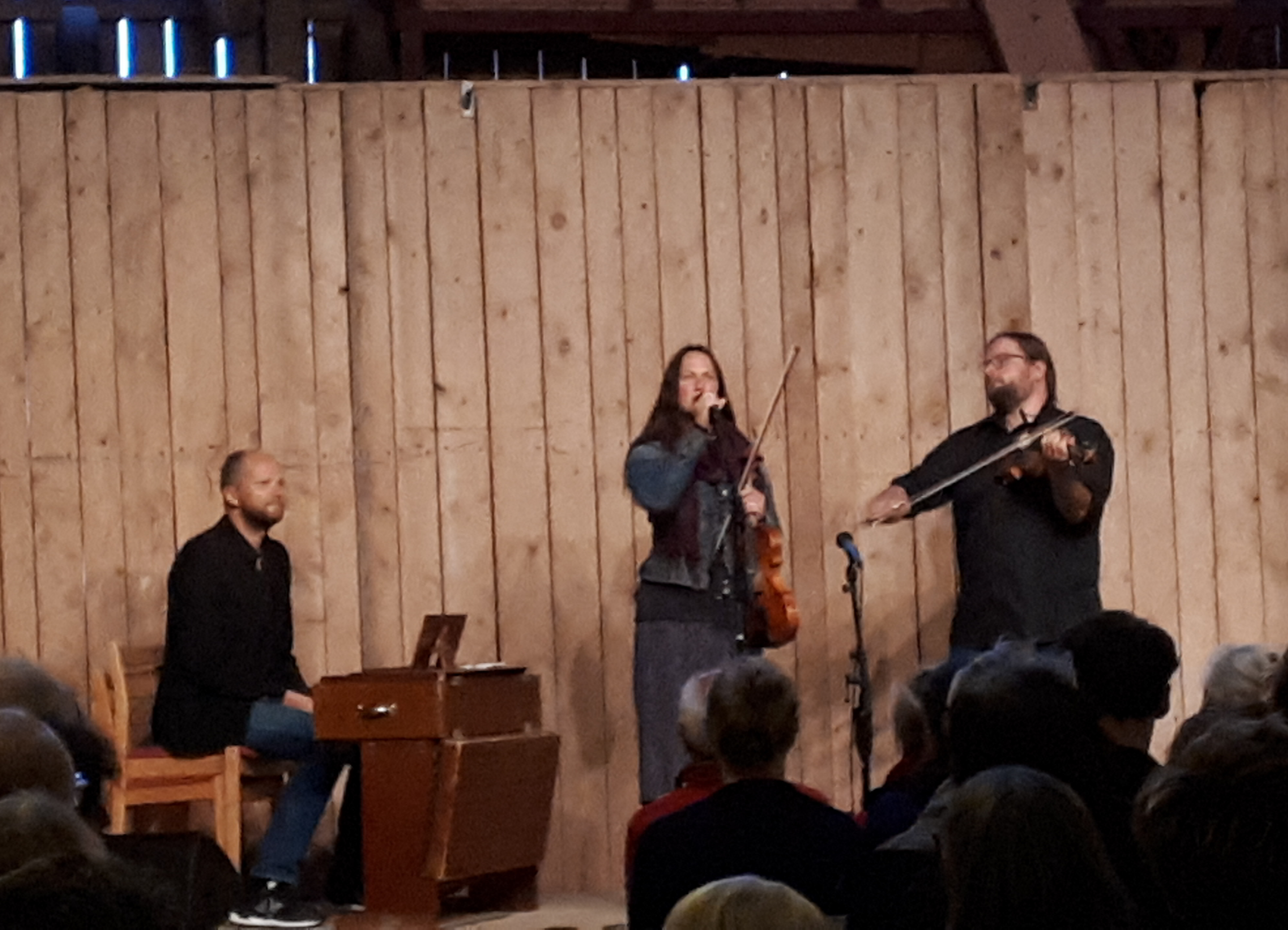
Triakel spelar på Ornungastämman i augusti 2018.